# R. A. Mihailoff
R. A. Mihailoff (né le 31 juillet 1956 à Townville en Pennsylvanie) est un acteur américain et un ancien professeur de lutte. Il est surtout connu pour son interprétation du personnage de Leatherface dans le film Massacre à la tronçonneuse 3 : Leatherface (The Texas Chainsaw Massacre 3) et la suite est l'interview. son premier rôle est venu le tour du ciel. Mihailoff est actuellement en plein tournage  de son rôle de son prochain film Horrorween il interprète bouncer et sera bientôt dans le prochain film d'horreur Butcher 2 (Hatchet 2) du nom de Trent.

## Filmographie

### Télévision

#### Téléfilm
- 1980 : The Lathe of Heaven : Orderlie
- 1994 : Bandits : Munch

#### Série télévisée
- 1988 : Les Routes du paradis (épisode A Dolphin Song for Lee: Part 1) : motard
- 1990 : Parker Lewis ne perd jamais (épisode Deja Dudes) : Bronc Adelson
- 1991 : La Fête à la maison (épisode Gotta Dance) : Tiny

### Cinéma
- 1982 : Divided We Fall : Soldat de l'Union
- 1985 : Moving Violations : Fermier #2
- 1988 : Plein pot (License to Drive) de Greg Beeman : Conducteur de dépanneuse
- 1990 : Massacre à la tronçonneuse 3 : Leatherface (The Texas Chainsaw Massacre 3) de Jeff Burr : Leatherface 'Junior' Sawyer
- 1992 : Adventures in Dinosaur City : M. Big
- 1992 : Eddie Presley (en) de Jeff Burr : patient de l'asile
- 1992 : Trancers III : Shark
- 1994 : Pumpkinhead II: Blood Wings de Jeff Burr : Red Byers
- 1995 : With Criminal Intent : Tiny
- 1995 : Stripteaser : Little
- 1996 : Where Truth Lies : Trucker
- 1997 : Drive : Singing Trucker
- 1999 : The Kid with X-ray Eyes : Newton, le motard
- 2001 : The Vampire Hunters Club : Doorman
- 2003 : La scie c'est Famille: Making 'Leatherface' : lui-même (Video documentaire)
- 2006 : Fallen Angels : Anger
- 2007 : Have Love, Will Travel : Luther
- 2007 : Revamped : le gros videur
- 2008 : Blood Scarab : maître du cachot
- 2008 : Stiletto (en) de Nick Vallelonga : Nazi Biker 'Big Arms'
- 2009 : Dark House : boucher burtal
- 2010 : Small Town Saturday Night : Jimmie
- 2011 : Horrorween : Bouncer
- 2011 : Knifepoint : vieux garçon
- 2011 : Alluvial : Dr Henry
- 2011 : Butcher 2 (Hatchet 2) : Trent